# Atopophysa indistincta
Atopophysa indistincta är en fjärilsart som beskrevs av Butler 1889. Atopophysa indistincta ingår i släktet Atopophysa och familjen mätare. Inga underarter finns listade i Catalogue of Life.